# Oratório RC
Oratório RC is een Braziliaanse voetbalclub uit de stad Macapá, in de staat Amapá.

## Geschiedenis
De club werd in 1969. De club speelde bij de invoering van de profcompetitie in de hoogste klasse van het Campeonato Amapaense met enkele onderbrekingen tot 2002. In 2009 keerde de club terug tot 2012 en werd dat jaar kampioen. Na de titel was de club twee jaar afwezig en keerde terug in 2015. In 2013 nam de club deel aan de Copa do Brasil en werd daar in de eerste ronde uitgeschakeld door Goiás. Omdat de club het financieel niet rond kreeg trokken ze zich in 2016 terug. De club meldde zich zowel in 2019 als in 2020 weer aan, maar moest zich voor de competitiestart weer terugtrekken.

## Erelijst
Campeonato Amapaense
2012